# Lenzerheide

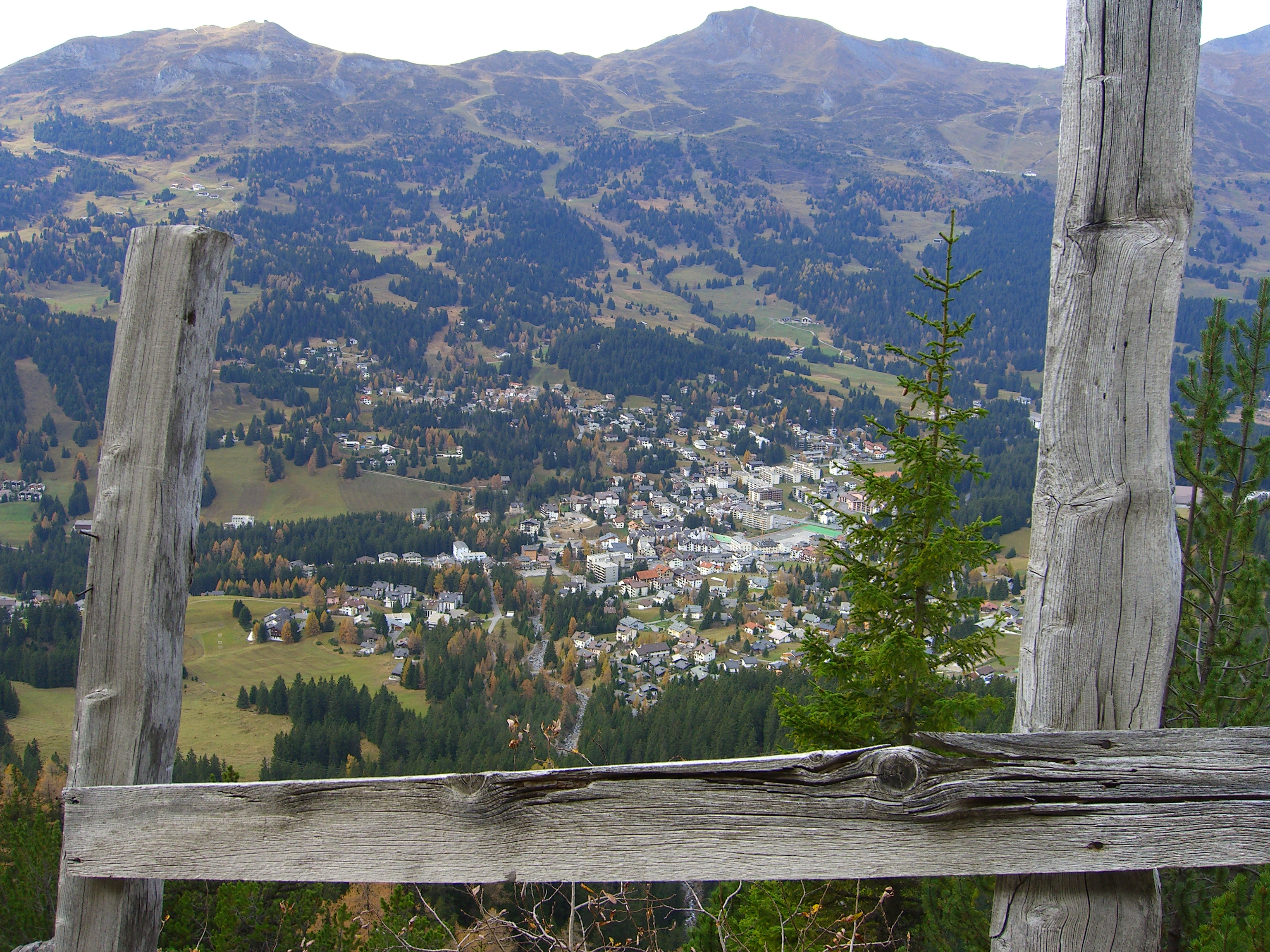
Vy mot Lenzerheide

Lenzerheide (rätoromanska Lai) är huvudort i kommunen Vaz/Obervaz i den schweiziska kantonen Graubünden. Den ligger cirka 15 km söder om Chur längs riksväg 3. Säsongavslutningen för världscupen i utförsåkning på såväl herr- som damsidan har flera gånger avgjorts i Lenzerheide. Tävlingar i världscupen i längdåkning avgörs på orten, även så deltävlingar i skidskyttets världscup . 
Sedan slutet av 2013 finns en linbaneförbindelse mellan Lenzerheide och Arosa.